# Enguinegatte
Enguinegatte era una comuna francesa situada en el departamento de Paso de Calais, de la región de Alta Francia, que el uno de enero de 2017 pasó a ser una comuna delegada de la comuna nueva de Enquin-lez-Guinegatte al unirse con la comuna de Enquin-les-Mines.

## Historia
Villa perteneciente al Condado de Artois, el Tratado de Senlis de 1493 la mantuvo en manos de Francia. En su territorio se disputaron tres batallas que terminaron con la derrota francesa. La primera en 1479, la segunda en 1513 y la tercera en 1537. Durante el final de las guerras de religión de Francia, fue ocupada por España entre 1596-1598.

## Demografía
| Gráfica de evolución demográfica de Enguinegatte entre 1800 y 2014 |
|                                                                    |

Los datos demográficos contemplados en este gráfico de la comuna de Enguinegatte se han cogido de 1800 a 1999 de la página francesa EHESS/Cassini, y los demás datos de la página del INSEE.